# 박준양
박준양(朴駿陽, 1931년 ~)은 대구고등검찰청 검사장과 감사원 감사위원을 역임한 법조인이다. 부인 김삼연과 2남 1녀의 자녀가 있다.

## 생애
1931년 부산광역시에서 태어나 경남고등학교와 1953년 서울대학교 법학과를 졸업하고 제5회 고등고시 사법과에 합격한 박준양은 1954년에 서울지방검찰청 검사에 임용되어 전주지방검찰청, 대전지방검찰청에서 검사를 하다가 1966년 서울지방검찰청과 대전지방검찰청에서 부장검사, 1973년 대구지방검찰청 차장검사에 승진하였다. 1977년 대검찰청에서 공안검사를 했던 박준양은 1979년 2월 15일에 대검찰청 공안부장에 임명되어 대검찰청 공안부장이 반장이 되는 '산업체 등에 대한 외부세력 침투 실태 특별조사반'을 구성하여 "YH무역의 도시산업선교회 목사들이나 관련 여성노동자들을 불순세력으로 조사하라"는 박정희 대통령의 지시에 따라 조사를 하였으나 1979년 9월 14일에 "도시산업선교회가 용공단체라는 증거를 발견하지 못했다"는 조사 결과를 발표하면서 대통령에게 "법을 어긴 것이 아니라 지키라고 호소하는 사람들을 불순세력으로 잡아들일 수 없다"고 했다.
대구지방검찰청 검사장으로 재직하던 1980년 전국 검사장회의에서 검찰인사 문제를 거론하며 공정한 인사를 위해 인사위원회 설치를 제의했던 박준양은 전두환 대통령에 의해 1981년 4월 27일에 제14대 대구고등검찰청 검사장에 임명되어 1981년 12월 16일까지 재직하였으며 퇴직한 이후인 1982년 2월 23일 차관급 정무직인 감사원 감사위원에 임명됐다.